# Parajotus refulgens
Parajotus refulgens är en spindelart som beskrevs av Wesolowska 1999 [2000. Parajotus refulgens ingår i släktet Parajotus och familjen hoppspindlar. Inga underarter finns listade i Catalogue of Life.